# Earth, Wind & Fire (album)
| Recensione                        | Giudizio |
| --------------------------------- | -------- |
| AllMusic                          |          |
| Robert Christgau                  | C+       |
| The New Rolling Stone Album Guide |          |
| Dizionario del Pop-Rock           |          |

Earth, Wind & Fire è l'album di debutto dell'omonimo gruppo Earth, Wind & Fire, pubblicato nel marzo 1971.

## Tracce

### LP
Lato A (S39842)
Testi e musiche di Maurice White, Wade Flemons, Don Whitehead.
1. Help Somebody – 3:34
2. Moment of Truth – 3:05
3. Love Is Life – 5:04
4. Fan the Fire – 5:11

Lato B (S39843)
1. C'mon Children – 3:08 (Maurice White, Wade Flemons, Don Whitehead, Verdine Adams, Michael Beale)
2. This World Today – 3:28 (Maurice White, Wade Flemons, Don Whitehead)
3. Bad Tune – 4:38 (Maurice White, Wade Flemons, Don Whitehead, Verdine Adams, Michael Beale)

## Formazione
- Maurice White – batteria, percussioni, kalimba elettrica, voce
- Wade Flemons – pianoforte elettrico, voce
- Don Whitehead – pianoforte acustico, pianoforte elettrico, voce
- Sherry Scott – voce
- Verdine White – basso
- Michael Beale – chitarra
- Phillard Williams – percussioni, conga
- Chester Washington – ance
- Leslie Drayton – tromba
- Alex Thomas – trombone

Note aggiuntive
- Joe Wissert – produttore
- Earth, Wind & Fire – arrangiamenti
- Douglass Ian Botnick – ingegnere delle registrazioni
- Russ Smith – artwork copertina album
- Ed Thrasher – art direction copertina album[6]

## Classifica
Album
| Anno | Classifica             | Posizione raggiunta |
| ---- | ---------------------- | ------------------- |
| 1971 | Billboard 200          | 172                 |
| 1971 | Top R&B/Hip-Hop Albums | 24                  |

Singoli
| Anno | Titolo del brano | Classifica        | Posizione raggiunta |
| ---- | ---------------- | ----------------- | ------------------- |
| 1971 | Love Is Life     | Billboard Hot 100 | 93                  |